# Formy manewru operacyjnego
Formy manewru operacyjnego – jeden ze sposobów działania związku operacyjnego stosowany w celu wykonania silnych uderzeń na wojska przeciwnika na wybranym kierunku. 
Do podstawowych form manewru operacyjnego w działaniach zaczepnych zalicza się:
- uderzenie frontalne (w celu przełamania obrony),
- obejście,
- oskrzydlenie,
- uderzenie na kierunkach zbieżnych celem okrążenia zgrupowania przeciwnika.